# Edwuin Pernía
Edwuin Alexander Pernía Martinez (San Juan de los Morros, Guárico, Venezuela; 12 de febrero de 1995) es un futbolista venezolano que juega como delantero en Academia Puerto Cabello Club de Fútbol, de la  Primera División de Venezuela

## Biografía

### Caracas FC
Debutó en 2015 con el conjunto del Caracas Fútbol Club, donde tuvo destacadas actuaciones en 2 temporadas.

### Deportes Iquique
Posteriormente a mediados del 2018, ficha por Deportes Iquique en condición de préstamo, dónde tuvo destacados encuentros siendo uno de los goleadores del conjunto chileno.

### Club Sport Emelec
En julio de 2019 es anunciado como nuevo refuerzo del Emelec ecuatoriano.

### Deportes Iquique
Luego de su paso por Emelec, en marzo de 2021 se anuncia su regreso a Deportes Iquique de Chile.

### Caracas FC
En diciembre de 2023 fue anunciado su regreso al Caracas FC luego de 7 años en el exterior.

## Clubes
| Club                                | País      | Año              |
| ----------------------------------- | --------- | ---------------- |
| Caracas                             | Venezuela | 2015-2018        |
| → Deportes Iquique (cedido)         | Chile     | 2018-2019        |
| Club Sport Emelec                   | Ecuador   | 2019-2020        |
| Deportes Iquique                    | Chile     | 2021-2022        |
| Deportes Santa Cruz                 | Chile     | 2023             |
| Caracas F.C.                        | Venezuela | 2024-2025        |
| Club Atlético San Martín (San Juan) | Argentina | 2025             |
| Academia Puerto Cabello             | Venezuela | 2025- Actualidad |

## Estadísticas

### Tripletes
Partidos en los que anotó tres o más goles:
 Actualizado de acuerdo al último partido jugado el 1 de septiembre de 2018.
| Partidos en los que anotó tres o más goles | Partidos en los que anotó tres o más goles | Partidos en los que anotó tres o más goles | Partidos en los que anotó tres o más goles | Partidos en los que anotó tres o más goles | Partidos en los que anotó tres o más goles | Partidos en los que anotó tres o más goles |
| N.º                                        | Fecha                                      | Estadio                                    | Partido                                    | Goles                                      | Resultado                                  | Competición                                |
| ------------------------------------------ | ------------------------------------------ | ------------------------------------------ | ------------------------------------------ | ------------------------------------------ | ------------------------------------------ | ------------------------------------------ |
| 1                                          | 1 de septiembre de 2018                    | Cavancha, Iquique                          | Deportes Iquique - O"Higgins               |                                            | 3 - 1                                      | Primera División de Chile 2018             |